# Austrolimnophila nympha
Austrolimnophila nympha är en tvåvingeart som beskrevs av Alexander 1943. Austrolimnophila nympha ingår i släktet Austrolimnophila och familjen småharkrankar.
Artens utbredningsområde är Ecuador. Inga underarter finns listade i Catalogue of Life.